# Mieux
 (août 2025).
Motif : Pas de notoriété sur 2 ans
- Archive Wikiwix
- Bing
- Cairn
- DuckDuckGo
- E. Universalis
- Gallica
- Google
- G. Books
- G. News
- G. Scholar
- Persée
- Qwant
- (zh) Baidu
- (ru) Yandex

| 1. | Préciser le motif de la pose du bandeau. | Précisez le motif de la pose du bandeau en utilisant la syntaxe suivante : {{admissibilité à vérifier\|date=août 2025\|motif=remplacez ce texte par le motif}}             |
| 2. | Informer les utilisateurs concernés.     | Pensez à avertir le créateur de l'article, par exemple, en insérant le code ci-dessous sur sa page de discussion : {{subst:avertissement admissibilité à vérifier\|Mieux}} |

 (août 2025).
L'article doit être relu — et modifié si nécessaire — par des contributeurs indépendants pour apporter un regard critique aux contributions effectuées en violation des conditions d'utilisation de Wikipédia, tant sur la forme (notamment concernant le style encyclopédique, la proportionnalité) que sur le fond (la neutralité de point de vue, la qualité et l'indépendance des sources).
Mieux est une chaîne de télévision française, entièrement consacrée à la santé et au bien-être, lancée le 1er septembre 2025 . Fondée par Michel Cymes, elle est distribuée gratuitement via les box TV, l'application France.TV, Internet et les réseaux sociaux.

## Historique
Annonce du projet et édition du dossier auprès de l’Arcom
Le 16 juillet 2024, Media Santé Info TV (porté par Franck Papazian) a défendu le projet “Mieux TV” lors de l’audition pour l’attribution de fréquences TNT, affirmant vouloir créer une « chaîne d’utilité publique » dédiée à la santé et au bien-être . L'arcom ne retiendra toutefois pas le projet pour la TNT
Campagne de financement participatif
Le 14 novembre 2024, Michel Cymes lance une campagne de co-financement sur Sowefund afin de lever des fonds et d'ouvrir, aux français, la participation au capital.
Préparation du lancement
Lancée en septembre 2025, Mieux est distribuée gratuitement sur les box opérateur, sur l'application France.TV, sur internet et sur les réseaux sociaux, en attendant éventuellement une fréquence TNT.
La régie publicitaire sera opérée par FranceTV Publicité, qui rejoint la chaîne dès son lancement en 2025

## Mission et Ligne éditoriale
Mieux se présente comme la première chaîne « d’information globale sur la santé et le bien-être » en France  et elle aborde quatre axes transversaux : l'environnement et la santé, la prévention, le futur et ses technologies, le bien-être.
La chaine met en avant une information strictement basée sur les données scientifiques pour combattre la désinformation médicale (« médecine par les preuves ») . Elle se tourne vers le grand public, s'adresse à tous les âges, et propose une approche transversale de la santé (incluant santé mentale, santé animale) et des formats variés (journaux télévisés, débats, reportages, formats courts et magazines). 

## Émissions et personnalités
○    Journalistes annoncés : Eglantine Eméyé, Laurent Bignolas, Wendy Bouchard.
○    Michel Cymes aura « une ou deux émissions » à l’antenne, sans viser un positionnement « personnalité centrale » 

## Gouvernance et financement
- Co-fondée par Michel Cymes, Valérie Bruschini, Franck Cymes et Pierre Fraidenraich
- Capital constitué d’investisseurs privés (Famille Gerbi, Financière Saint‑James, Michaël Benabou, Philippe Dabi, Philippe Veran) [12]